# 小行星2392
小行星2392（2392 Jonathan Murray）是一颗围绕太阳公转的小行星。1979年6月25日，舒爾特·巴斯、埃莉諾·赫琳在赛丁泉山发现了此天体。
該小行星以美國行星科學家布魯斯·穆雷的兒子喬納森·穆雷（Jonathan Murray）命名。
这颗小行星的绝对星等为302.34493等。